# Шиндельхольц, Лоренц
Лоренц Шиндельхольц (нем. Lorenz Schindelholz, 23 июля 1966, Хербетсвиль, Золотурн) — швейцарский бобслеист, разгоняющий, выступавший за сборную Швейцарии в конце 1980-х — начале 1990-х годов. Бронзовый призёр Альбервиля, двукратный чемпион мира.

## Биография
Лоренц Шиндельхольц родился 23 июля 1966 года в коммуне Хербетсвиль, кантон Золотурн. Выступать в бобслее на профессиональном уровне начал в середине 1980-х годов и с самого начала стал показывать неплохие результаты, попал в качестве разгоняющего в национальную команду Швейцарии.
Практически все успехи в карьере Шиндельхольца связаны с партнёром-пилотом Густавом Ведером, вместе они ездили на Игры 1992 года в Альбервиль и в программе четырёхместных экипажей завоевали бронзовые медали.
Помимо всего прочего, Лоренц Шиндельхольц трижды становился призёром чемпионатов мира, в том числе два раза был первым и один раз вторым. Приезжал первым на многих этапах Кубка мира, неоднократно побеждал на чемпионатах Швейцарии.